# Lago di Tolla
Il lago di Tolla (in corso lagu di Todda) è un lago artificiale a 552 m d'altezza in Corsica nel comune di Tolla.
Il lago è formato dallo sbarramento del fiume Prunelli dalla diga costruita dal 1958 alla 1960 dall'Électricité de France (EDF) e in servizio dal 1965, è il lago più grande dell'isola escludendo gli stagni costieri.